# Pomístní jméno
Vlastní jméno pomístní, tedy anoikonymum (jehož součástí je i mikrotoponymum, tedy místní vlastní jméno nesídlištní) jsou vlastní jména neživých přírodních objektů na planetě Zemi (např. pohoří) a všech člověkem vytvořených objektů na planetě Zemi, které nejsou určené k obývání (např. dálnice).
Mezi pomístní jména patří například hydronyma (jména vodních toků, ploch a děl), oronyma (jména horopisná – pohoří, kopce, údolí, sedla, nížiny atd.), pozemková jména (agronyma, tedy jména obdělávaných ploch – jména polí, luk a lesů –, mezi nejčastější patří jména polních tratí – ta jsou také nejčastěji uváděna jako mikrotoponyma), hodonyma (jména cest) a urbanonyma (názvy ulic, veřejných prostranství a nesídelních staveb v zastavěných sídelních územích), jména jednotlivých přírodních útvarů (skála, strom), nesídelních staveb v krajině (altány, gloriety, kaple) atd. Dvě posledně jmenované jsou také obvykle v  kategorii mikrotoponym.
Termín pomístní jméno zavedl v roce 1860 historik Hermenegild Jireček.